# Essknete

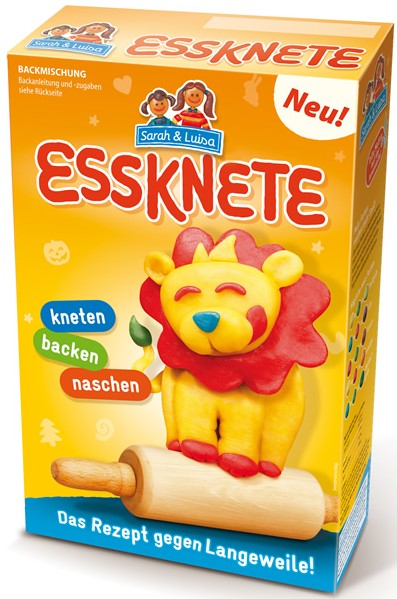
Essknete

Essknete ist eine aus einer Backmischung hergestellte Knetmasse, die zum Verzehr geeignet ist.

## Geschichte
Essknete wurde 2005 durch Stefan Kaczmarek entwickelt. 2007 gewann er damit einen Taste-Award der Lebensmittelmesse Anuga. Nach der Messe hatte Kaczmarek ein Angebot der Firma Dr. Oetker für den Vertrieb, entschloss sich aber stattdessen, das Produkt über die neu gegründete Firma 123 Nährmittel GmbH selbst zu vertreiben. Die Herstellung übernehmen die Ruf Lebensmittelwerke.
National gibt es breite Medienbeachtung durch diverse Fernsehsendungen, unter anderem im ZDF und bei ProSieben. Stefan Kaczmarek wurde 2008 für das Produkt und die damit verbundene Firmengründung mit dem Hessischen Gründerpreis in der Kategorie Intelligente Geschäftsidee ausgezeichnet. Ende 2008 startete zudem eine Kooperation mit McDonald’s, um das Produkt bekannt zu machen. Im Oktober landete die Essknete auf Platz 1 des Abverkaufsrankings von idee+spiel.
2009 wurde Essknete unter dem Namen Yummy Dough in den USA und Kanada eingeführt und seit 2010 auch in Asien vermarktet. Essknete wurde bei VOX auf Platz 1 der Top 5 der skurrilen Snacks gewählt. Seit Mai 2012 wird Essknete auf Subsport (Substitution Support Portal) als Beispiel für gelungene Substitution von Gefahrstoffen in Produkten gelistet.

## Zubereitung
Essknete wird als Backmischung verkauft, die nach der Zugabe von Wasser zu einer geschmeidigen Teigmasse verknetet wird. Die Konsistenz und Formbarkeit des Teiges ist vergleichbar mit traditioneller Knetmasse (umgangssprachliche Knete) und kann ebenso zum Modellieren verwendet werden. Die modellierten Figuren werden anschließend gebacken; Essknete ist jedoch auch im ungebackenen Zustand zum Verzehr geeignet.